# Galaxie Lloyd
Galaxie Lloyd (Lloyd in Space) est une série d'animation américaine créée par Joe Ansolabehere (en) et Paul Germain, diffusée entre le 3 février 2001 et le 27 février 2004 sur ABC,. 
En France, la série a été diffusée sur Toon Disney et en Belgique sur Club RTL.

## Synopsis
Loin dans le futur, Lloyd Nebulon est un extraterrestre à la peau verte de la race verdigréenne avec des oreilles pointues et une seule antenne qui dépasse de sa tête. Il vit dans la station spatiale d’Intrepidville avec sa petite sœur télékinétique et télépathique Francine et sa mère, le commandant Norah Li Nebulon, le chef d'Intrepidville. Avec ses amis, Eddie R. Horton, un adolescent humain aux cheveux roux, Kurt Blobberts, une énorme tache violette avec un seul globe oculaire et Douglas McNoggin, un cerveau géant avec des membres et un visage, Lloyd connaît tout un tas d'aventures.

## Distribution

### Voix originales
- Courtland Mead : Lloyd Nebulon
- Bill Fagerbakke : Kurt
- Pamela Hayden : Douglas McNoggin
- Justin Shenkarow (en) : Eddie Horton
- April Winchell : Nora Nebulon
- Tress MacNeille : Mrs. Bolt
- Nicolette Little : Francine Nebulon
- Brian George : Station24
- Rachel Crane : Megan Uno
- Anndi McAfee : Brittany Boviak
- Clancy Brown : l'officier Frank Horton
- Kevin Michael Richardson : Lord Voon
- Diedrich Bader : Boomer
- Tara Strong : Nice Cindy
- Dan Castellaneta : Dunkirque
- Warren Sroka : Rodney
- Blake Ewing : Mendel
- Eddie Deezen : Larry
- Mayim Bialik : Mean Cindy
- Brian Doyle-Murray : Grand-père Leo
- Aria Noelle Curzon : Bitsy
- Ashley Johnson : Violet
- Pamela Adlon : Zoit
- Michael Bell : Père de Douglas
- Lauren Tom : Professeur Queen
- Billy West : Larvel

### Voix françaises
- Kelyan Blanc : Lloyd Nébulon
- Olivier Cordina : Kurt Blobberts
- Alexandre Aubry : Douglas McNoggin
- Juliette Degenne : Norah Li Nébulon (la mère de Lloyd)
- Katy Vail : l'institutrice

 Source et légende : version française (VF) sur RS Doublage

## Épisodes

### Saison 1 (2001)
1. The Big 1–3
2. Double Date
3. The Science Project
4. Caution: Wormhole!
5. The Hero of Urbit-Knarr
6. Daydream Transceiver
7. Campout on Zoltan III
8. Kurtlas, the Symbiotic Boy!
9. Babysitter Lloyd
10. Android Lloyd
11. Nerd from Beyond the Stars

### Saison 2 (2002)
1. Girl from the Center of the Universe
2. Pet Wars
3. Nora's Big Date
4. Halloween Scary Fun Action Plan
5. Lloyd Changes His Mind
6. Boomer's Secret Life
7. Francine's Power Trip
8. Cheery Theerlap, Lloyd
9. Lloyd's Lost Weekend
10. You're Never Too Old
11. The Big Sleepover

### Saison 3 (2003)
1. Gimme Some Skin
2. Incident at Luna Vista
3. Big Brother Kurt
4. The Thrilla at Intrepidvilla
5. That's Debatable
6. Stink-O-Rama
7. Space Farm
8. Love Beam #9
9. Neither Boy Nor Girl

### Saison 4 (2004)
1. At Home with the Bolts
2. A Place for Larry
3. The Big Feud
4. Heads Up, Blobberts!
5. Commander Lloyd
6. Day One
7. Go Crater Worms
8. The Ride Along